# Wacław Sadkowski
Wacław Sadkowski, pseud. Wacław Rola (ur. 19 maja 1933 w Toruniu, zm. 9 stycznia 2023) – polski filolog, krytyk literacki, eseista i tłumacz; w latach 1972–1993 redaktor naczelny miesięcznika „Literatura na Świecie”, w latach 1988–1990 redaktor naczelny Spółdzielni Wydawniczej „Czytelnik”, wieloletni współpracownik Służby Bezpieczeństwa.

## Życiorys
W latach 1948–1956 był członkiem Związku Młodzieży Polskiej, od 1956 r. należał do Polskiej Zjednoczonej Partii Robotniczej. Debiutował w 1949 r. W 1955 r. ukończył studia na Wydziale Filologii Polskiej Uniwersytetu Warszawskiego. Działalność krytycznoliteracką rozpoczął w początku lat 50. XX wieku, publikując szkice i recenzje książkowe w czasopismach (m.in. „Tygodnik Powszechny”, „Znak”, „Nowa Kultura”, „Twórczość”), występując w radio i w telewizji. W latach 1955–1968 był recenzentem literackim dziennika „Trybuna Ludu”, 1970–1972 członkiem zespołu redakcyjnego dwutygodnika „Współczesność”, w latach 1972–1993 redaktorem naczelnym miesięcznika „Literatura na Świecie”, a w latach 1988–1990 prezesem i redaktorem naczelnym Spółdzielni Wydawniczej „Czytelnik”. Od 1990 był prezesem Fundacji „Literatura Światowa”. Był także wiceprezesem Fundacji Kultury Polskiej.
Wykładał literaturę światową wieku XX na Uniwersytecie Warszawskim, miał gościnne wykłady na kilku uniwersytetach zagranicznych (m.in. w Brukseli, Leuven i Gandawie, na Columbia University w Nowym Jorku, University of Iowa w stanie Iowa i w Goshen College w stanie Indiana w Stanach Zjednoczonych).
Był członkiem Związku Literatów Polskich (w latach 1953–1957 i od 1983), Stowarzyszenia Autorów ZAiKS (od 1961), Polskiego PEN Clubu (od 1974) i Societe Européene de Culture (od 1975, a od 2003 członkiem Conseil Exécutiv tego stowarzyszenia).

## Współpraca ze Służbą Bezpieczeństwa PRL
Według Marka Nowakowskiego, który w zasobach Instytutu Pamięci Narodowej znalazł 15 teczek na swój temat, wśród osób, które na niego donosiły, znajdował się jego szkolny kolega, partyjny literat Wacław Sadkowski, Tajny Współpracownik „Olcha”, który pracował dla Służby Bezpieczeństwa (SB).
Przeprowadzone przez Joannę Siedlecką poszukiwania w archiwach Instytutu Pamięci Narodowej wskazują na to, że Wacław Sadkowski regularnie współpracował ze Służbą Bezpieczeństwa przez 16 lat – od 1972 do listopada 1988 roku, formalnie jako „konsultant”, gdyż członków partii komunistycznej nie rekrutowano jako tajnych współpracowników. Analiza zachowanego w Instytucie Pamięci Narodowej pięciotomowego zbioru dokumentów wskazuje na to, że Wacław Sadkowski regularnie pisał obszerne donosy na osoby pochodzące z polskiego środowiska literackiego oraz na literatów zagranicznych, z którymi miał kontakt, przygotowywał też opracowania i analizy dotyczące utworów literackich oraz zjawisk z życia literackiego. W opracowywanych na potrzeby tajnych służb dokumentach autor udzielał funkcjonariuszom SB rad dotyczących metod dyskredytowania niechętnych władzy literatów cieszących się społecznym autorytetem oraz zwalczania niezależnego ruchu wydawniczego w Polsce oraz czasopism kulturalnych publikowanych za granicą.

## Życie prywatne
Mieszkał w Warszawie, na Mokotowie. Jego żona, Danuta Sadkowska (z domu Stramer-Kwiecińska; 1932–2016), była redaktorem literatury młodzieżowej (opracowała m.in. książki Zofii Chądzyńskiej i Małgorzaty Musierowicz).
Później mąż Teodory Grodzkiej, mieszkali razem na Sadybie.

## Nagrody i odznaczenia
Otrzymane nagrody i wyróżnienia: Nagroda im. Juliana Bruna (1960), Krzyż Kawalerski Orderu Odrodzenia Polski (1964), Krzyż Oficerski Orderu Odrodzenia Polski (1974), Nagroda przewodniczącego Komitetu do spraw Radia i Telewizji za twórczość radiową i telewizyjną (1975), Nagroda indywidualna RSW „Prasa-Książka-Ruch” (1984), Krzyż Komandorski z Gwiazdą Orderu Odrodzenia Polski (1997), Nagroda Literacka im. Władysława Reymonta (2019). Ponadto w czasach Polskiej Rzeczypospolitej Ludowej został odznaczony m.in.: Złotym Krzyżem Zasługi, Medalem 30-lecia Polski Ludowej, Odznaką „Zasłużony Działacz Kultury” oraz Medalem im. Ludwika Waryńskiego (1988).  W 1979 otrzymał Dyplom honorowy Związku Pisarzy ZSRR.

## Twórczość
- Ruch recenzyjny a czytelnictwo dawniej i dziś (z Juliuszem W. Gomulickim i Adamem Klimowiczem; 1960)
- Literatura katolicka w Polsce (szkice historycznoliterackie; Książka i Wiedza 1963)
- Penetracje i komentarze. Notatnik recenzenta 1960-1965 (szkice krytycznoliterackie; Czytelnik 1967)
- Drogi i rozdroża literatury Zachodu (szkice krytycznoliterackie; Książka i Wiedza 1968, wyd. 2 rozszerzone 1978)
- Parnicki (seria: „Sylwetki współczesnych pisarzy”; Agencja Autorska 1970, wersja angielska w koedycji z wyd. Czytelnik: 1978)
- Rusinek (seria: „Sylwetki współczesnych pisarzy”; Agencja Autorska 1971; wersja francuska: 1985)
- Kręgi wspólnoty (szkice krytycznoliterackie; PIW 1972)
- Wśród książek z literatury angielskiej i amerykańskiej. Poradnik bibliograficzny (Biblioteka Narodowa 1971)
- Andrzejewski (seria: „Sylwetki współczesnych pisarzy”; Agencja Autorska i Zjednoczenie Księgarzy 1973; wersja angielska: 1975)
- Kuśniewicz (w języku angielskim; seria: „Sylwetki współczesnych pisarzy”; Agencja Autorska 1974; wersja francuska: 1980)
- James Baldwin (seria: „Klasycy Literatury XX Wieku”; Czytelnik 1985, ISBN 83-07-01342-9)
- Od Conrada do Becketta (szkice krytycznoliterackie; Książka i Wiedza 1989, ISBN 83-05-11998-X)
- Mój sposób na życie. Próba autobiografii (Iskry 1998, ISBN 83-207-1596-2)
- Proza świata. Szkice do obrazu powieściopisarstwa wieku XX (szkice krytycznoliterackie; Książka i Wiedza 1999, ISBN 83-05-13074-6)
- Odpowiednie dać słowu słowo. Zarys dziejów przekładu literackiego w Polsce (szkice krytycznoliterackie; Prószyński i S-ka 2002, ISBN 83-7337-073-0)
- Precz! Jesteś tyranem! Pamiętnik miłości nieodwzajemnionej (szkice krytycznoliterackie; Twój Styl 2004, ISBN 83-7163-367-X)
- W drzwiach do Europy. Szkice o polskiej kulturze umysłowej i literackiej (Wyd. Ston2 2007, ISBN 83-7273-197-7)

## Przekłady
- Richard M. DeVos wraz z Charlesem Paulem Connem, Uwierz! (Studio Emka 1994, ISBN 83-85881-12-3)
- Joe Girard, przy współpr. Stanleya H. Browna, Każdemu sprzedasz wszystko co zechcesz (Studio Emka 1994, 2006)
- Napoleon Hill, Myśl!... i bogać się: podręcznik człowieka interesu (Studio Emka 1994, ISBN 83-85881-04-2)
- Ron Holland, Siła żywego słowa w biznesie: jak osiągnąć zamożność nie mając własnego kapitału (Studio Emka 1994, ISBN 83-85881-06-9)
- Michael Ondaatje, Angielski pacjent (Muza 1994, seria: „Biblioteka Bestsellerów”, ISBN 83-7079-253-7; Świat Książki 1997, ISBN 83-7129-519-7; Libros, Świat Książki 2000, ISBN 83-7227-699-4; C&T 2001, ISBN 83-87498-71-8)
- Mario Puzo, Mamma Lucia (Wydawnictwo Dolnośląskie 1994, ISBN 83-7023-323-6)
- David S. Wyman, Pozostawieni swemu losowi: Ameryka wobec Holocaustu 1941–1945 (Państwowy Instytut Wydawniczy 1994, ISBN 83-06-02396-X)
- Robert Coover, Scena miłosna (sztuka teatralna, 1995; emisja: 21 stycznia 1996, reż. Maria Zmarz-Koczanowicz)
- Michael Ondaatje, W lwiej skórze (seria: Współczesna Proza Światowa; Państwowy Instytut Wydawniczy 1995, ISBN 83-06-02463-X)
- Robert H. Schuller, Ciężkie czasy przemijają, bądź silny i przetrwaj je (Studio Emka 1996, ISBN 83-85881-44-1)
- Robert H. Schuller, Nie ma kresu sukcesom, nie ma klęsk ostatecznych (Studio Emka 1996, ISBN 83-85881-54-9)
- V, Menedżer jak Mafioso (Studio Emka 1996, ISBN 83-85881-58-1)
- Zig Ziglar, Ziga Ziglara sztuka profesjonalnej sprzedaży (Studio Emka 1996, ISBN 83-85881-34-4)
- Christopher Isherwood, W poszukiwaniu azylu (przekład i posłowie; Wiedza i Życie 1997, ISBN 83-7184-809-9)
- James W. Robinson, Imperium wolności: historia Amway Corporation (Studio Emka 1997, ISBN 83-85881-73-5)
- Alain de Botton, Jak Proust może zmienić twoje życie (Studio Emka 1998, ISBN 83-85881-40-9)
- Tom Chappell, Dusza biznesu (Studio Emka 1998, ISBN 83-85881-68-9)
- Nina Fitzpatrick, Amory Faustyny (Prószyński i S-ka 1998, ISBN 83-7180-999-9)
- Kenneth S. Lynn, Hemingway (Wydawnictwo Literackie 1999, ISBN 83-08-02935-3)
- Peter Carey, Oskar i Lucynda (Prószyński i S-ka 2000, ISBN 83-7255-534-6)
- Jean Cormier, przy współpr. Hildy Guevara Gadei i Alberta Granado Jimeneza, Che Guevara (Prószyński i S-ka 2000, ISBN 83-207-1636-5; Iskry 2004, ISBN 83-207-1762-0)
- Jean-Marie Laclavetine, Przeklęta pierwsza linijka (seria: „BIP Biblioteczka Interesującej Prozy”; Prószyński i S-ka 2000, ISBN 83-7255-699-7)
- Stephen C. Lundin, Harry Paul, John Christensen, Fish! – chwyciło! (Studio Emka 2001, ISBN 83-88931-07-5)
- Rich DeVos, Nadzieja z głębi serca: 10 lekcji życiowych (Studio Emka 2002, ISBN 83-88607-29-4)
- Amos Oz, Opowieść się rozpoczyna: szkice o literaturze (z ang. tłumaczenia Maggie Bar-Tura; Prószyński i S-ka 2003, ISBN 83-7337-585-6)
- Kendall Taylor, Zelda i Scott Fitzgeraldowie: niekiedy szaleństwo bywa mądrością (Twój Styl 2003, ISBN 83-7163-371-8)
- Andy Borowitz, Kto mi zwędził mydło? Jak przetrwać więzienne lata. Podręcznik dla dyrektorów generalnych (Studio Emka 2004, ISBN 83-88931-46-6)
- Brenda Maddox, Nora Joyce: żywot prawdziwej Molly Bloom (Twój Styl 2004, ISBN 83-7163-488-9)
- Michael Ondaatje, Oczy Buddy (Prószyński i S-ka 2004, ISBN 83-7337-595-3)
- Henri Troyat, Marina Cwietajewa: wieczna buntownica (Twój Styl 2004, ISBN 83-7163-223-1)
- Jim Harrison, Dalva (Twój Styl 2005, ISBN 83-7163-473-0)
- Brian Boyd, Nabokov. Dwa oblicza (Twój Styl 2006)

## Inne prace redakcyjne
- James Baldwin, Inny kraj (autor posłowia; przeł. Tadeusz Jan Dehnel, wiersze przeł. Ludmiła Marjańska; Państwowy Instytut Wydawniczy 1975)
- Michał Choromański, Memuary (autor posłowia; Wydawnictwo Poznańskie 1976)
- Teodor Parnicki, Hrabia Julian i król Roderyk: powieść historyczna (autor posłowia; Wydawnictwo Poznańskie 1976)
- John Barth, Bakunowy faktor (autor posłowia; przeł. Sławomir Magala; Czytelnik 1980, ISBN 83-07-00045-9)
- Zapisane w pamięci: o Melanii Kierczyńskiej – wspomnienia i szkice (autor wstępu; wybór i oprac. Olga Kierczyńska; Czytelnik 1981, ISBN 83-07-00411-X);
- Bohdan Czeszko, Pokolenie (autor posłowia; Iskry 1984, ISBN 83-207-0570-3)
- Izydor Zaczykiewicz, Włóczywoda (autor posłowia; Państwowy Instytut Wydawniczy 1984, ISBN 83-06-01056-6)
- Sercu bliska: materiały repertuarowe dla amatorskiego ruchu artystycznego w wojsku (autor wstępu; wybór i oprac. Janina Emilewicz; MON 1984)
- George Orwell, Folwark zwierzęcy (autor posłowia; przeł. Bartłomiej Zborski; Alfa 1988, ISBN 83-7001-244-2)
- Szymon Kobyliński, Odpukajmy!: rzecz o ostrzegawczych przesądach polskich (autor posłowia; Krajowa Agencja Wydawnicza 1990, ISBN 83-03-02930-4)
- Leksykon pisarzy świata: XX wiek (oprac. zespół red. „Literatura na Świecie” pod kierunkiem Wacława Sadkowskiego; Fundacja „Literatura Światowa” 1993, ISBN 83-900273-2-1)
- Leksykon pisarzy świata: XX wiek. 2, Suplement (oprac. zespół red. „Literatura na Świecie” pod kierunkiem Wacława Sadkowskiego; Fundacja „Literatura Światowa” 1993, ISBN 83-900273-3-X)
- Leksykon pisarzy świata XX wieku (przewodniczący komitetu redakcyjnego; Wydanie 2, popr. i rozsz. Leksykonu pisarzy świata: XX wiek; Fundacja „Literatura Światowa” 1997, ISBN 83-900273-4-8)
- Norman Mailer, Nadzy i martwi (autor posłowia; przeł. Jan Zakrzewski; Wydawnictwo Dolnośląskie 1996, ISBN 83-7023-554-9)
- Charles Dickens, Klub Pickwicka, T. 1-2 (autor posłowia; przeł. Włodzimierz Górski; uzup. Zofia i Wiktor Popławscy; Wydawnictwo Dolnośląskie 1997, ISBN 83-7023-600-6)
- Romain Gary, Edukacja europejska (autor posłowia; przekł. Józef Waczków; „Wiedza i Życie” 1997, ISBN 83-7184-840-4)
- Tomasz Mann, Lotta w Weimarze (autor posłowia; przekł. Feliks Konopka; Wiedza i Życie 1997, ISBN 83-7184-801-3)
- Jean-Paul Sartre, Słowa (autor posłowia; przekł. Julian Rogoziński; Wiedza i Życie 1997, ISBN 83-7184-848-X)
- Gustave Flaubert, Trzy opowieści (autor posłowia; przeł. Julian Rogoziński; Prószyński i S-ka 1998, ISBN 83-7180-553-5)
- Jean-Paul Sartre, Idiota w rodzinie: wybór tekstów z nieukończonej monografii [o Gustavie Flaubercie] (autor wyboru; przeł. Józef Waczków; Słowo/Obraz Terytoria 2000, ISBN 83-88560-20-4)
- Heinrich Heine, Romantyk znad Renu: 112 utworów poetyckich (autor posłowia; przeł. i wstępem opatrzył Ludwik Krasucki; Fundacja Ekumeniczna „Tolerancja” 2003, ISBN 83-89422-05-0)
- Dan Pagis, Ostatni (autor opracowania; przeł. Irit Amiel; Studio Emka, 2004, ISBN 83-88931-41-5)